# Kharja
La kharja (de l'àrab خرجة, ẖarja, ‘sortida, eixida (acció)’) és la tornada, composta en àrab andalusí, en romànic o, més aviat, en una varietat mixta de romànic i àrab dialectal, d'una moaixakha, gènere poètic estròfic de l'Àndalus escrit en àrab o en hebreu. Els dos darrers versos de la moaixakha fan de tornada (kharja), i sovint es llegeixen a part del llarg poema al peu del qual es troben.

## Llengua
La llengua de les kharges, de les quals s'ha trobat una setantena, era, o bé el romànic autòcton amb algunes expressions i paraules aràbigues, que s'ha anomenat primer mossàrab i ara romandalusí; o bé l'àrab dialectal de l'Àndalus. Aquestes tornades no foren compostes pels autors de les moaixakhes. Aquests, primer les sentiren a la població hispanovisigòtica i després les prengueren d'una vella tradició. Aquesta tradició es conservà en un corpus que devia ser escrit i que es difongué per tot l'Àndalus, en el qual pouaren els autors de moaixakhes posteriors. La llengua de les diferents kharges no es pot identificar, doncs, amb el lloc de composició conegut de les moaixakhes de què formen part. Concretament, les kharges de les moaixakhes escrites a Xarq al-Àndalus, com les d'Ibn Harun al-Laridí o les d'Ibn Ruhaym, de Bocairent, no serveixen per a descriure el parlar romànic autòcton.

## Gènere i influència
Conservades en manuscrits dels segles xi i xii, les kharges són el gènere poètic més antic en llengua romànica, les mostres més antigues de poesia lírica transcrita en una llengua iberoromànica i també els texts sencers en llengua romànica més antics coneguts.
El zajal és un altre gènere poètic en el qual els versos en romànic apareixen escampats per tot el poema. El zajal influí els trobadors.
Segons Emilio García Gómez i Álvaro Galmés de Fuentes, les kharges són l'origen de les Cantigas de amigo galaicoportugueses i de les chansons de toile i el virolai francesos, que s'hi assemblen en la forma i el tema.
Segons Michel Zink no es pot demostrar aquest origen, però les influències són sens dubte complexes. Federico Corriente tampoc accepta aquesta relació de les kharges amb la literatura romànica. Segons Federico Corriente, els mossàrabs no tenien obra literària escrita, sinó que els araboandalusins i els jueus incorporaren fragments dialectals, andalusins o romandalusins, a les seves obres; que les kharges tenen una mètrica i un estrofisme aràbics; que la majoria són en àrab dialectal i només unes quantes desenes inclouen un passatge romànic, perquè hi ha poemes sense kharja dialectal, ni en andalusí no romànic; que els elements de valor cultural fonamental propis de la literatura romànica que s'hi han identificat i que han servit per a relacionar-les amb aquesta literatura («albes» o el «gilós», elements cristians, el «bon amor») són suposats i resultat d'errors de transcripció paleogràfica i d'interpretació. Corriente, però, admet la possibilitat de l'existència de restes culturals i temàtiques preislàmiques en les kharges, la qual cosa caldrà demostrar a partir d'edicions lingüísticament fiables de les kharges.
Cal constatar, malgrat tot, l'opinió unànime que les kharges són el testimoni d'una poesia popular medieval comuna a tota la Romània.

## Descobriment
El seu descobriment al segle XX per l'hebraista i arabista hongarès Samuel Miklos Stern en col·laboració amb l'arabista Emilio García Gómez, i la publicació posterior d'altres de descobertes més envant ha donat nova llum a l'evolució de les llengües romàniques.

## Interpretació
Les traduccions modernes de les kharges són polèmiques sobretot perquè als alfabets àrab i hebreu només es transcriuen els sons consonàntics i no els vocàlics. Aleshores és possible un gran nombre d'interpretacions, atesa l'ambigüitat que té a causa de la manca de vocals. Per això, la majoria de les transliteracions d'aquests textos han estat discutides. Un altre debat té l'origen en el caràcter mixt del vocabulari emprat pels compositors. La història lingüística, política i social de la península Ibèrica es troba en les subtilitats lingüístiques d'aquests poemes i és tan confusa com interessant.

## Origen
La kharja té les arrels en la lírica popular, en unes expressions d'amor senzilles, però plenes de sentiment i gràcia. Tot i que la majoria dels autors coneguts són homes, la veu poètica sovint és la d'una dona jove. El destinatari de la kharja sempre és el habib (‘l'amant’, en àrab). Els escriptors del Pròxim Orient i del nord d'Àfrica, com Àhmad at-Tifassí (1184-1253), es referien a «cançons d'estil cristià» cantades a l'Àndalus des d'una època antiga, les quals es poden identificar fàcilment amb les kharges. Fins no fa gaire s'havien relacionat amb els Frauenlieder, les Cantigas de amigo o les chansons de toile. Aquesta relació, però, s'ha discutit a partir dels resultats d'una transcripció feta amb més coneixements de l'àrab dialectal andalusí, de la mètrica i l'estrofisme àrabs, de les grafies, i prescindint de prejudicis castellanistes. De l'anàlisi de Federico Corriente cal destacar que el subjecte i el narrador de les kharges no són pas donzelles mossàrabs, sinó esclaves properes sovint al món de la prostitució i, per tant, cal relacionar-les amb el gènere àrab anomenat mujun (مجون, mujūn, ‘insolència, grolleria, procacitat’, ‘broma, burla, pallassada’).

## Uns exemples dekharjaamb la traducció
Vayse meu corachón de mib:
ya Rab, si me tornarád?
Tan mal meu doler li-l-habib!
Enfermo yed, cuánd sanarád

El cor em surt:
senyor, tornaràs a mi?
Quina pena que sent pel meu amat!
Està malalt, quan es curarà?

En aquest vers es troba el tema de l'enyor de l'amat absent (habib), un tema que després es desenvolupà en les Cantigas de amigo galaicoportugueses, des del segle xii fins al XIV, i que influí en la poesia mística de San Juan de la Cruz a segle xvi.

### Un exemple dekharjaen alfabet hebreu
Aquest altre exemple procedeix d'una moaixakha panegírica del poeta jueu Juda Halevi, publicada per Samuel M. Stern amb el núm. 4. Una al·lota expressa el seu amor en presència de les seves amigues:
1. En primer lloc, el text de la kharja està només transliterat, amb el resultat d'una sèrie incomprensible de consonants:

gryd bš y yrmn lš
km kntnyr mwm ly
šn lhbyb nn bbr yw
dbl ry dmnd ry

2 La transcripció amb les vocals fa aparèixer a la fi el text en romànic andalusí:
Garyd vos, ey yermanellas
como contenir a meu male
Sin al-habib non viviré yo
advolare demandaré

3 Traducció al català:

Dieu-me, ai, germanetes,
com podré aguantar la pena!
No puc estar sense el meu amic;
me'n vaig volant a cercar-lo.

4 Transcripció amb vocals alternativa:

Garid vos, ay yermaniellas
com contener el mio male
sin al-habib non vivreyo
ad ob l'irey demandare?
5 Traducció al català.

Dieu-me, ai, germanetes,
com podré aguantar la pena!
No puc estar sense el meu amic;
on l'aniré a buscar?

Veiem, doncs, que el text pot canviar, donat que, per les característiques de l'alfabet hebreu, no hi ha una única transcripció vàlida. El contrast entre el començament panegíric del poema en hebreu i la tornada és molt gros. Michel Zink hi veu un joc d'una poètica que empra la citació d'un fragment per a refermar la distància cultural entre l'art culte i l'art popular; demostra l'enginy del poeta.

### Uneskhargesde Xarq al-Àndalus

#### Exemple 1
Ibn Harun al-Asbahi al-Laridí, de Lleida:

Non dormirayo, mamma:
ar'ā yo de manyana
bon Abūl-l-Qāsim
la fatx de maturana.

No dormiré, mare,
veuré jo de matí
el bonic Abūl-l-Qāsim,
la faç de l'aurora.

Transcripció de Federico Corriente:

Non dormiréyo, mámma:
arréyo de manyána
por abulqásim
la fáce de metrána

Versió castellana de Federico Corriente: «No dormiré, madre, me arreglo de mañana para Abulqāsim el rostro de lozana».

#### Exemple 2
Ibn Ruhaim, de Bocairent, Dénia:

Ke farayo o ke xerad de mibi,
habībī,
no te tolgax de mibi.

Què faré o què serà de mi?
Amic,
No t'apartis de mi.

Transcripció de Federico Corriente:

Ké faréyo o ké+n sérád de míbe?
habibi,
non te+m talya de míbe

Versió castellana de Federico Corriente: «¿Qué puedo hacer o que será por ello de mí? Mi amado, ¡no rompas conmigo!».